# Миллспо, Чарльз Фредерик
Чарльз Фре́дерик Ми́ллспо (англ. Charles Frederick Millspaugh, 1854—1923) — американский врач-гомеопат и ботаник.

## Биография
Родился 20 июня 1854 года в городе Итака. С детства был знаком с Луи Агассисом. Учился на врача, в 1872—1875 годах — в Корнеллском университете, в 1881 году окончил Нью-Йоркский гомеопатический медицинский колледж со степенью доктора медицины. В продолжение десяти лет занимался врачеванием в Бингемтоне до 1890 года и в Уэйверли до 1891 года.
В 1891 году Миллспо стал профессором ботаники в Университете Западной Виргинии. С 1894 года он работал куратором в Филдовском музее Чикаго. В 1895 году Чарльз Фредерик Миллспо был назначен профессором ботаники Чикагского университета, затем был доцентом экономической ботаники. В 1896 году он стал профессором медицинской ботаники в Чикагском гомеопатическом медицинском колледже.
В 1919 году Миллспо отправился на остров Санта-Каталина для восстановления после операции. В 1923 году он в соавторстве с Лоренсом Наттоллом выпустил монографию флоры этого острова.
Скончался Чарльз Фредерик Миллспо 15 сентября 1923 года.
Миллспо был членом Ботанического клуба Торри, Нью-Йоркского клуба исследователей, общества «Сигма Кси», Американской ассоциации по продвижению науки.

## Некоторые научные публикации
- Millspaugh C.F., Nuttall L.W. Flora of West Virginia (неопр.) // Publications of the Field Columbian Museum. Botanical series. — 1896. — Т. 1, № 2. — С. 65—276.
- Millspaugh C.F. Flora of the Island of St. Croix (неопр.) // Publications of the Field Columbian Museum. Botanical series. — 1902. — Т. 1, № 7. — С. 439—546.
- Millspaugh C.F., White I.C. West Virginia Geological Survey. — Morgantown, WV, 1913. — 491 p.
- Millspaugh C.F., Nuttall L.W. Flora of Santa Catalina Island. — Chicago, 1923. — 413 p.

## Роды, названные в честь Ч. Миллспо
- Millspaughia B.L.Rob., 1905 [= Gymnopodium Rolfe, 1901]
- Neomillspaughia S.F.Blake, 1921